# Chivy-lès-Étouvelles
Chivy-lès-Étouvelles és un municipi francès situat al departament de l'Aisne i a la regió dels Alts de França. L'any 2007 tenia 482 habitants.

## Demografia

### Població
El 2007 la població de fet de Chivy-lès-Étouvelles era de 482 persones. Hi havia 170 famílies de les quals 32 eren unipersonals (16 homes vivint sols i 16 dones vivint soles), 59 parelles sense fills, 59 parelles amb fills i 20 famílies monoparentals amb fills.
La població ha evolucionat segons el següent gràfic:
Habitants censats

### Habitatges
El 2007 hi havia 183 habitatges, 178 eren l'habitatge principal de la família i 5 estaven desocupats. 175 eren cases i 8 eren apartaments. Dels 178 habitatges principals, 108 estaven ocupats pels seus propietaris, 69 estaven llogats i ocupats pels llogaters i 1 estava cedit a títol gratuït; 6 tenien dues cambres, 18 en tenien tres, 53 en tenien quatre i 101 en tenien cinc o més. 164 habitatges disposaven pel capbaix d'una plaça de pàrquing. A 65 habitatges hi havia un automòbil i a 100 n'hi havia dos o més.

### Piràmide de població
La piràmide de població per edats i sexe el 2009 era:
| Homes | Edats   | Dones |
| ----- | ------- | ----- |
| 0     | 95 o +  | 0     |
| 0     | 90 a 94 | 0     |
| 0     | 85 a 89 | 4     |
| 8     | 80 a 84 | 0     |
| 0     | 75 a 79 | 8     |
| 8     | 70 a 74 | 4     |
| 16    | 65 a 69 | 4     |
| 12    | 60 a 64 | 8     |
| 0     | 55 a 59 | 12    |
| 16    | 50 a 54 | 20    |
| 28    | 45 a 49 | 12    |
| 16    | 40 a 44 | 12    |
| 36    | 35 a 39 | 24    |
| 24    | 30 a 34 | 40    |
| 24    | 25 a 29 | 16    |
| 4     | 20 a 24 | 16    |
| 28    | 15 a 19 | 12    |
| 32    | 10 a 14 | 12    |
| 28    | 5 a 9   | 20    |
| 20    | 0 a 4   | 20    |

## Economia
El 2007 la població en edat de treballar era de 337 persones, 230 eren actives i 107 eren inactives. De les 230 persones actives 214 estaven ocupades (123 homes i 91 dones) i 16 estaven aturades (8 homes i 8 dones). De les 107 persones inactives 27 estaven jubilades, 41 estaven estudiant i 39 estaven classificades com a «altres inactius».

### Ingressos
El 2009 a Chivy-lès-Étouvelles hi havia 187 unitats fiscals que integraven 497,5 persones, la mediana anual d'ingressos fiscals per persona era de 17.639 €.

### Activitats econòmiques
Dels 22 establiments que hi havia el 2007, 1 era d'una empresa extractiva, 4 d'empreses de construcció, 3 d'empreses de comerç i reparació d'automòbils, 4 d'empreses de transport, 1 d'una empresa d'hostatgeria i restauració, 3 d'empreses financeres, 1 d'una empresa immobiliària, 3 d'empreses de serveis, 1 d'una entitat de l'administració pública i 1 d'una empresa classificada com a «altres activitats de serveis».
Dels 7 establiments de servei als particulars que hi havia el 2009, 2 eren paletes, 1 fusteria, 1 lampisteria, 1 empresa de construcció, 1 perruqueria i 1 restaurant.
L'any 2000 a Chivy-lès-Étouvelles hi havia 3 explotacions agrícoles.

## Equipaments sanitaris i escolars
El 2009 hi havia una escola elemental integrada dins d'un grup escolar amb les comunes properes formant una escola dispersa.

## Poblacions més properes
El següent diagrama mostra les poblacions més properes.